# Tectaria decastroi
Tectaria decastroi är en ormbunkeart som först beskrevs av Cornelis Rugier Willem Karel van Alderwerelt van Rosenburgh, och fick sitt nu gällande namn av Carl Frederik Albert Christensen. Tectaria decastroi ingår i släktet Tectaria och familjen Tectariaceae. Inga underarter finns listade.